# Cours d'eau au Cameroun
Les fleuves et rivières du Cameroun, regroupés sous l'expression Cours d'eau du Cameroun, présentent une grande diversité, influencée par la variété des zones climatiques, géologiques et botaniques du pays. Cette diversité se manifeste par des régimes hydrologiques distincts, allant des zones équatoriales humides du sud aux régions sahéliennes arides du nord.

## Diversité
La diversité géographique du Cameroun, caractérisée par des variations climatiques, géologiques et botaniques, influence intimement l'hydrologie du territoire et les régimes fluviaux. Les cours d'eau affluent en des points souvent éloignés les uns des autres, illustrant cette diversité.

## Facteurs influençant les régimes hydrologiques
Plusieurs facteurs géographiques et climatiques conditionnent les régimes hydrologiques des cours d'eau camerounais : 
La Géologie avec la nature du substratum géologique, allant des roches précambriennes aux formations volcaniques récentes, qui influence l'infiltration, le ruissellement et l'écoulement souterrain.
La Géomorphologie avec les reliefs, les plaines, les plateaux étagés et les montagnes volcaniques, qui déterminent la pente des cours d'eau et leur capacité de drainage.
La Pédologie et les types de sols, influencés par le climat et la géologie, qui affectent l'infiltration et le ruissellement.
La Végétation et sa couverture, allant des forêts denses aux savanes et steppes, qui joue un rôle dans la rétention de l'eau, l'évapotranspiration et le contrôle de l'érosion.
Le Climat dont les précipitations, les températures, l'insolation et l'évapotranspiration sont les principaux facteurs climatiques qui déterminent le régime hydrologique. Le Cameroun connaît une grande variabilité climatique, avec des zones humides, tropicales et sahéliennes.

## Bassins et grands ensembles hydrographiques
Le Cameroun est divisé en plusieurs unités hydrographiques principales, qui se caractérisent par des régimes hydrologiques distincts :

### Fleuves côtiers
Ces fleuves se jettent directement dans l'océan Atlantique et ont des régimes variés selon leur situation géographique. Les principaux sont le Nyong, le Wouri, la Sanaga, le Ntem, la Lobé, la Kienké et la Lokoundjé.

### Bassin du Congo
Certains affluents du Congo, comme la Sangha et le Dja, drainent des régions du sud-est du Cameroun.

### Bassin de la Bénoué
La Bénoué et ses affluents, comme le Mayo Kébi, le Faro, et le Mayo Louti, drainent les régions du nord et de l'Adamaoua.

### Bassin du lac Tchad
Les tributaires camerounais du lac Tchad comprennent le Logone (avec ses branches mères, la Mbéré et la Vina-Nord), ainsi que plusieurs mayos (cours d'eau saisonniers).

## Principaux régimes hydrologiques
Chaque région présente des caractéristiques hydrologiques spécifiques qui reflètent la complexité du territoire camerounais. Cette variété géographique, la pluviométrie, la végétation, l'altitude et la pente des bassins versants impactent les régimes fluviaux, hydrologiques et l'écoulement.

### Régime équatorial
Caractérisé par une pluviométrie annuelle élevée (1800 à plus de 3000 mm) et une répartition symétrique des pluies avec deux saisons sèches et deux saisons des pluies. Ce régime est typique des rivières du Sud comme le Ntem, la Lobé, la Lokoundjé et la Kienké. 
La végétation dense, typique de la forêt équatoriale, joue un rôle modérateur sur les débits, diminuant l'évaporation et retenant l'eau. Les modules varient de 15 à 60 l/s/km².

### Régime équatorial de transition
Ce régime se situe entre le régime équatorial et tropical, avec une pluviométrie de 1500 à 1800 mm. Les rivières comme le Nyong, la Doumé et le Dja sont soumises à ce régime. Il présente une dissymétrie dans la répartition des pluies et des débits, avec une saison sèche plus longue en juillet-août et une autre plus marquée de décembre à mars. 
Les modules sont généralement plus faibles, de l'ordre de 7,5 l/s/km² pour le Nyong. La végétation moins dense que dans le régime équatorial pur.

### Régime tropical de transition (Est et Nord)
Ce régime est observé pour les affluents nord de la Sanaga, comme le Mbam et le Lom inférieur. La pluviométrie moyenne annuelle est de 1400 à 1900 mm. Les étiages sont abondants (3 à 5 l/s/km²), et les débits de crue varient de 70 à 100 l/s/km². Le ruissellement est plus rapide qu'en forêt, car la végétation est moins dense. Il y a une influence équatoriale avec un ralentissement des pluies au mois d'août.

### Régime tropical de transition de l'Ouest (pays Bamiléké)
Ce régime de montagne, avec des pluies abondantes et violentes (2 à 3 m par an), se caractérise par des pentes très fortes et des modules élevés (35 l/s/km² pour le Wouri). Il présente une seule pointe de débit annuelle et les étiages sont influencés par des crues en saison sèche. La végétation, une combinaison de forêts et de prairies, modère encore quelque peu les eaux de ruissellement et l'infiltration est favorisée par des sols volcaniques perméables.

### Régime tropical de transition de l'Adamaoua
Les rivières du plateau de l'Adamaoua, comme la Vina, le Djérem, le Lom supérieur, le Meng et le Haut-Faro sont soumises à ce régime. La pluviométrie annuelle est d'environ 1500 mm. La saison sèche est longue et rigoureuse, la végétation étant une savane avec des galeries forestières. Les modules sont élevés (22 l/s/km² pour la Vina). Les crues sont violentes et brèves avec des débits spécifiques élevés (1 à 2 m3/s/km²). L'évaporation est importante mais les zones marécageuses augmentent les pertes en eau.

### Régime tropical pur
Les rivières de ce régime composent le bassin de la Bénoué, avec une pluviométrie de 850 à 1200 mm. Les étiages sont très maigres, voire inexistants, avec un écoulement en sous-sol. Les débits de crue sont modérés (50 l/s/km² pour la Bénoué), mais plus élevés sur les petits bassins (jusqu'à 500 l/s/km² pour le Louti). Les pentes sont fortes et la végétation réduite favorisant des crues sévères et une érosion active.

### Régime sahélien
C'est une variante du régime tropical avec une pluviosité inférieure à 700 ou 800 mm. Il se caractérise par une dégradation prononcée du réseau hydrographique, ce qui est visible par exemple dans la Tsanaga. Les débits sont très variables et les crues sont très fortes mais de courte durée. Les modules sont bas (3.5 l/s/km²). Les étiages sont longs et les débits peuvent disparaitre complètement en saison sèche.

## Exemples de rivières et leurs caractéristiques
- Le Nyong : Situé dans le centre-sud, le Nyong a un régime équatorial de transition, des modules faibles, et une influence marquée par la forêt.
- La Sanaga : Est le plus grand fleuve du pays, avec un bassin versant très étendu. Son régime est influencé par ses affluents comme le Mbam, le Djérem et le Lom.
- Le Mbam : Affluent important de la Sanaga, il a un régime tropical de transition et contribue significativement au débit de la Sanaga avec ses affluents comme le Noun et la Mapé.
- La Bénoué : Elle draine le nord du Cameroun et a un régime tropical pur avec des étiages très marqués et des crues importantes.
- Le Mayo Kébi : Affluent de la Bénoué, il a un régime torrentiel avec des affluents comme le Mayo Louti.
- Le Logone : Il est un des principaux tributaires du lac Tchad avec ses branches mères, la Mbéré et la Vina-Nord[1].